# Fresnes-Tilloloy
Fresnes-Tilloloy település Franciaországban, Somme megyében. Lakosainak száma 211 fő (2022. január 1.). Fresnes-Tilloloy Doudelainville, Cerisy-Buleux, Neuville-au-Bois, Oisemont, Saint-Maxent és Vaux-Marquenneville községekkel határos.

## Népesség
A település népességének változása:
| Lakosok száma | 192  | 198  | 206  | 203  | 204  | 204  | 204  | 204  | 211  |
|               | 2013 | 2015 | 2016 | 2017 | 2018 | 2019 | 2020 | 2021 | 2022 |